# Communauté rurale de Fanaye
La communauté rurale de Fanaye est une communauté rurale du Sénégal située au nord du pays. 
Elle fait partie de l'arrondissement de Thillé Boubacar, du département de Podor et de la région de Saint-Louis.
Son chef-lieu est Fanaye.